# Aylon Darwin Tavella
Aylon Darwin Tavella, genannt Aylon (* 7. April 1992 in Esteio), ist ein brasilianischer Fußballspieler. Der Rechtsfuß spielt auf einer Position im Angriff.

## Karriere
Aylon startete seine Laufbahn in der Jugendmannschaft des SC Rio Grande aus Rio Grande. Hier schaffte er auch den Sprung in die erste Mannschaft. Nach weiteren Stationen in kleineren Klubs wechselte er 2013 zum Erstligisten SC Internacional nach Porto Alegre. Mit diesem konnte der Spieler 2014 die Campeonato Gaúcho gewinnen. Nach einer Ausleihe für die Saison 2015 an den Paysandu SC kehrte Aylon 2016 nach Porto Alegre zurück. In der Meisterschaftsrunde des Jahres kam er zu 21 Einsätzen, dabei erzielte er vier Tore. Das erste Série A Tor gelang ihm am 19. Mai 2016 im Spiel gegen den FC Santos. In dem Spiel wurde er in der 82. Minute eingewechselt und erzielte den einzigen Treffer der Partie in der 84. Minute. Am Ende der Saison musste sein Klub das erste Mal seit 1971 in die Série B absteigen. Für die Saison 2017 wurde Aylon dann an den Goiás EC ausgeliehen. Mit dem Klub gewann er in dem Jahr die Staatsmeisterschaft von Goiás. Auch für die Saison 2018 wurde bei Internacional nicht mit Aylon geplant. Er wurde bis Jahresende an den América Mineiro ausgeliehen.
Nachdem sein Kontrakt mit Internacional Ende 2018 ausgelaufen war, unterzeichnete Aylon Anfang Januar 2019 einen neuen Vertrag beim Série A Klub Chapecoense bis Jahresende. Im Zuge der laufenden Meisterschaftssaison wurde er im Oktober für den Rest des Jahres an den Atlético Goianiense in die Série B ausgeliehen. Im November 2020 wurde der Vertrag mit dem Klub verlängert. Ende Januar 2021 konnte Aylon mit dem Klub die Série B 2020 gewinnen. Im Anschluss verließ er den Klub. Im März des Jahres fand er mit dem CS Alagoano einen neuen Arbeitgeber. Mit dem Klub gewann er die Staatsmeisterschaft von Alagoas und verpasste als Fünfter in der Série B 2021 knapp den Aufstieg in die Série A.
Zur Saison 2022 wechselte Aylon zum Ituano FC, welcher sich für die Série B 2022 qualifiziert hatte. Am Ende der Meisterschaft belegte der Klub den sechsten Platz, verlängerte, trotz seiner Rolle als Stammspieler (31 Einsätze, sechs Tore), seinen Vertrag nicht. Ende November des Jahres gab der Grêmio Novorizontino die Verpflichtung des Spielers bekannt. Der Klub hatte in der Série B 2020 als Aufsteiger mit dem 16. Platz den Wiederabstieg mit zwei Punkten Vorsprung vermeiden können. Zum Start in die Saison 2024 ging der Spieler zum Ceará SC. Nach dem Gewinn der Staatsmeisterschaft von Ceará 2024 trat er mit dem Klub in der Série B 2024 an. Man wurde Vierter und qualifizierte sich damit für die Série A 2025. Aylon bestritt in der Meisterschaft 36 von 38 möglichen Spielen und erzielte zehn Tore.

## Erfolge
Internacional
- Staatsmeisterschaft von Rio Grande do Sul: 2014
- Recopa Gaúcha: 2016

Goiás
- Staatsmeisterschaft von Goiás: 2017

Chapecoense
- Staatsmeisterschaft von Santa Catarina: 2020
- Série B: 2020

CSA
- Staatsmeisterschaft von Alagoas: 2021

Ceará
- Staatsmeisterschaft von Ceará: 2024